# Wanda Krukowska
Wanda Krukowska (łot. Vanda Krukovska; ur. 31 stycznia 1943 w Rydze, zm. 15 stycznia 2018 w Rzeżycy) – łotewska działaczka społeczna narodowości polskiej, w latach 2000–2012 przewodnicząca Związku Polaków na Łotwie.

## Życiorys
Urodziła się w Rydze, w rodzinie polskiej pochodzącej z Łatgalii. W 1974 ukończyła biologię na Łotewskim Uniwersytecie Państwowym, po czym pracowała jako kierowniczka laboratorium medycznego w Rzeżycy. W 1988 objęła funkcję przewodniczącej filii Związku Polaków na Łotwie w Rzeżycy. 
W latach 2000–2012 stała na czele Zarządu Głównego Związku Polaków na Łotwie. Zasiadała w Radzie Konsultacyjnej ds. Mniejszości Narodowych przy Prezydencie Łotwy. W wyborach 1997, 2001 i 2005 bez powodzenia ubiegała się o mandat radnej Rzeżycy z ramienia ugrupowania TB/LNNK.
W 2006 została odznaczona Srebrnym Medalem „Zasłużony Kulturze Gloria Artis”. W 2002 otrzymała Złoty Krzyż Zasługi, a w 2007 Krzyż Oficerski Orderu Zasługi Rzeczypospolitej Polskiej.
Pracowała w szpitalu w Rzeżycy, gdzie pełniła funkcję kierownika laboratorium szpitalnego.
W listopadzie 2017 doznała rozległego wylewu. Zmarła 15 stycznia 2018.